# Carpelimus plenus
Carpelimus plenus – gatunek chrząszcza z rodziny kusakowatych i podrodziny kozubków.
Gatunek ten opisany został po raz pierwszy w 2019 roku przez Michaiła Gildienkowa na łamach „Russian Entomological Journal”. Jako lokalizację typową wskazano Los Banos w prowincji Laguna na filipińskiej wyspie Luzon. Epitet gatunkowy oznacza po łacinie „pełny” i odnosi się do rozmiarów ciała.
Chrząszcz o wydłużonym ciele długości 2 mm, ubarwionym ciemnobrązowo z jasnobrązowymi czułkami i odnóżami, porośniętym jasnymi, krótkimi włoskami. Szersza niż dłuższa, drobno i gęsto punktowana głowa ma duże, wypukłe oczy, dobrze rozwinięte, zaokrąglone skronie i wyraźną szyję. Czułki buduje 11 członów, z których ostatni jest wydłużony i stożkowaty, wchodzi w skład luźnej buławki. Dość delikatnie, drobno i gęsto punktowane przedplecze ma dwie pary wyraźnych wcisków po bokach i jeden nieparzysty, owalny, płytki wcisk pośrodku; wciski w środkowej części przedplecza zlewają się w kształt motylka. Okrągławe, płytkie wciski zdobią tarczkę. Dość delikatnie, drobno i gęsto punktowane są pokrywy. Powierzchnia odwłoka jest delikatnie szagrynowana.
Owad orientalny, endemiczny dla Filipin, znany tylko z wyspy Luzon. Spotykany nad małymi rzekami.